# Masters de París 2005
El Masters de París 2005 (también conocido como 2005 BNP Paribas Masters por razones de patrocinio) fue un torneo de tenis jugado sobre moqueta. Fue la edición número 34 de este torneo. Se celebró entre el 31 de octubre y el 6 de noviembre de 2005.

## Campeones

### Individuales masculinos
Tomáš Berdych vence a  Ivan Ljubičić 6–3, 6–4, 3–6, 4–6, 6–4.

### Dobles masculinos
Bob Bryan /  Mike Bryan vencen a  Daniel Nestor /  Mark Knowles, 6–4, 6–7(3), 6–4.
| Predecesor: París 2004 | Masters de París 2005 | Sucesor: París 2006 |